# Koga (cratera)
Koga é uma cratera de impacto marciana que mede aproximadamente  19 km em diâmetro. Está localizada a 29.3°S, 103.8°W, a norte da cratera Virrat e nordeste da cratera Dinorwic. A norte se encontra a cratera Nhill. Seu nome vem de uma cidade na Tanzânia, tendo sido este aprovado pela União Astronômica Internacional em 1991. De acordo com um mapa que ilustra a idade geológica superficial de Marte baseado em dados do Serviço Geológico dos Estados Unidos, a área ao redor de Koga data da época Noachiana, o que situa a idade do local entre 3.8 e 3.5 bilhões de anos. Blocos e falésias afiados pontuam através do manto de fino material localizado no fundo da cratera. Na parte mais profunda da cratera, a elevação é de 5,200 metros acima da altitude zero, e sua borda se eleva em média a 6,400 metros acima da altitude zero. A profundidade da cratera é então de 1.2 km.